# Furry-Theorem

Sind alle Photonen real, ist ein solches Diagramm verboten.

Das Furry-Theorem, nach dem US-amerikanischen Physiker Wendell Furry benannt, ist ein Satz der Quantenelektrodynamik. Er besagt, dass Feynman-Diagramme, deren einzige äußere Linien Photonen sind, verschwinden, wenn die Anzahl der äußeren Photonen ungerade ist. Insbesondere kann aufgrund des Furry-Theorems kein einzelnes Photon aus dem Vakuum entstehen oder vernichtet werden. Es ist also ein immanenter Baustein der Energieerhaltung.
Das Furry-Theorem basiert auf der Invarianz des Vakuums unter Ladungskonjugation (C-Invarianz) und der Symmetrie des Photon-Fermion-Vertex unter einer solchen. Es ist daher nicht gültig für nichtabelsche Eichtheorien, in denen auch C-ungerade Beiträge auftreten. Insbesondere ist eine Streuung von drei realen Gluonen nicht verboten, sondern proportional zur Strukturkonstante der zugehörigen Lie-Algebra.